# 齐米
齐米（阿拉伯语：[ˈðɪmːiː]，转写：Dhimmī ，被保护的），亦被译作迪米，伊斯蘭教稱“（被）保護民”的术语，是指在以沙里亚法规为基础的伊斯兰国家中信仰其他一神教的人（有經者）。多神教與無神論者不在被保護的範圍內。
这一词汇最早是指犹太教徒的，后来扩展到了基督徒、以及琐罗亚斯德教信仰者。齐米在生活上有限制：不能穿綠色衣服、不能騎馬、不能隨便建新宗教場地、宗教場地不能高於清真寺、交吉兹亞税、作证证词不一定被法官接受。不能主張先知所反對的教義或公開違逆真主的舉動。另若放棄有經者身分（如放棄一神論）或故犯伊斯兰国家規範，則不再受保護。照聖訓教導，此等保護只能是暫時的，世界末日之時齊米亦將接受伊斯蘭。
齐米起源于奥马尔确定的原则，即将被征服的非穆斯林人口划为齐米，使之成为依附于哈里发国家的直接生产者。这一制度与公元632年以来伊斯兰国家进入大规模扩张阶段，大量非穆斯林人口接受统治，且地权发生变化的现实相适应。